# Neva (jeu vidéo)
Pour les articles homonymes, voir Neva (homonymie).
Neva est un jeu vidéo de plates-formes indépendant  développé par Nomada Studio et édité par Devolver Digital, sorti le 15 octobre 2024 sur Windows, MacOS, Playstation 4, Playstation 5, Xbox Series et Nintendo Switch.

## Accueil

### Récompenses
Neva a remporté le Game Awards 2024 dans la catégorie « Games for Impact » qui récompense les jeux qui promeuvent un message positif. Il a ensuite été récompensé dans la catégorie « Meilleure animation des personnages dans un jeu vidéo » lors de la 52e cérémonie des Annie Awards. Le jeu a également remporté le Pégase 2025 du « Meilleur jeu indépendant étranger » et le BAFTA Games Award 2025 de la « Meilleure direction artistique ».

## Musique
La musique de Neva est composée et interprétée par le groupe pop barcelonais Berlinist. Neva est la deuxième contribution du groupe pour un jeu vidéo du studio Nomada après leur travail sur Gris.